# UNYOM
De United Nations Yemen Observation Mission (UNYOM), of VN-waarnemersmissie in Jemen in het Nederlands, behelsde vredesoperaties in Jemen in 1964. Nederlandse deelnemers kwamen in aanmerking voor de Herinneringsmedaille VN-Vredesoperaties.

## Medaille
Zoals gebruikelijk stichtte de secretaris-generaal van de Verenigde Naties een van de Medailles voor Vredesmissies van de Verenigde Naties voor de deelnemers. Deze UNYOM Medaille wordt aan militairen en politieagenten verleend.